# José García Oro
José García Oro (Goyás, Lalín, 5 de septiembre de 1931-Noya, 8 de enero de 2019), fue un religioso franciscano historiador especialista en historia de la Baja Edad Media e historia moderna del Reino de Galicia y de la España de los Reyes Católicos, en concreto de la figura del Cardenal Cisneros.

## Trayectoria
Estudió en los seminarios de la Orden Franciscana y en 1949 ingresó en la misma. Se ordenó sacerdote en 1956. Hizo estudios de Teología e Historia en Roma y de Filosofía y Letras en la Universidad de Santiago de Compostela. Profesor de Paleografía y Diplomática, Historia Medieval, Historia Moderna, Lengua y Literatura latinas. Doctor en Filosofía y Letras, Teología e Historia Eclesiástica.

## Obra
Entre sus más de 40 obras, destacan los estudios sobre la nobleza gallega en la Baja Edad Media, a Galicia de los siglos XIV y XV, una investigación sobre las actas municipales de Bayona de Miñor, Diego de Muros III y la cultura gallega del siglo XV, Los Fonseca en la Galicia del Renacimiento. Se especializó en figuras como Fernando de Andrade y Pérez de las Mariñas, conde de Andrade y Vilalba, Diego Sarmiento de Acuña, conde de Gondomar y el Cardenal Cisneros.
En historia eclesiástica tiene publicada una historia de la Iglesia gallega y una historia de la archidiócesis de Santiago de Compostela así como un estudio sobre la reforma eclesiástica española en tiempo de los Reyes Católicos, entre otras.

### Publicaciones

#### Sobre el Cardenal Cisneros
- La reforma de los religiosos españoles en tiempo de los Reyes Católicos, Instituto Isabel la Católica,Valladolid, 1969, 605 págs.
- Cisneros y la reforma del clero español en tiempo de los Reyes Católicos, CSIC-Instituto Jerónimo Zurita, Madrid, 1971, 446 págs.
- Cisneros y la Universidad de Salamanca, Pontificio Ateneo Antoniano, Roma, 1978, 92 págs.
- La Iglesia de Toledo en tiempo del Cardenal Cisneros, Estudio Teológico San Ildefonso, Toledo, 1992, 270 págs.
- La Cruzada del Cardenal Cisneros, Ed. Cisneros, Madrid, 1992, 216 págs.
- El Cardenal Cisneros. Vida y empresas. Volumen 1, Madrid, BAC, 1992, 536 págs.; volumen II, Madrid, 1993, 707 págs.
- Las visitas a la Universidad de Alcalá en vida del Cardenal Cisneros. Estudio histórico y documentación. Ed. Cisneros, Madrid, 1996, 264 págs.[4]
- Cisneros, Cardenal de España, Ed. Institución de Estudios Complutenses, Alcalá de Henares, 1998, 126 págs.
- Cisneros. El Cardenal de España. Ed. Ariel, Barcelona 2002. 365 págs.
- Cisneros. Un cardenal reformista en el trono de España (1436-1517), La Esfera de los libros, Madrid, 2005. 390 págs.

#### Sobre Historia de la Iglesia y las reformas eclesiásticas
- Conventualismo y Observancia. La reforma de las órdenes religiosas españolas en los siglos XV y XVI, BAC, Madrid, 1980, 137 págs.[5]
- Reformas y estudios entre los franciscanos de España y Portugal según el Registrum Ordinis (1488-1510), CSIC-Instituto Francisco Suárez, Madrid, 1981, 120 págs.
- Francisco de Asís en la España Medieval, CSIC, Madrid, 1988, 558 págs. Santiago, Liceo Franciscano, 1988, 558 págs.
- Prehistoria y primeros capítulos de la evangelización de América, Ediciones Trípode, Caracas, 1988, 531 págs.
- Los monasterios de la Corona de Castilla en el reinado de Carlos V. Liceo Franciscano, Santiago, 2001, 874 págs.
- La Iglesia Católica en la Modernidad. BAC, Madrid, 2005, 410 págs.
- Los Franciscanos en España. Historia de un itinerario religioso. Liceo Franciscano, Santiago 2005, 490 págs.
- Historia de las diócesis españolas. 14.- Iglesias de Santiago de Compostela y Tuy-Vigo. BAC, Madrid 2002. 745 págs.[6]
- Historia de las diócesis españolas. 15.- Iglesias de Lugo, Mondoñedo- Ferrol y Orense. BAC, Madrid 2002, 709 págs.[6]
- Las reformas hospitalarias del Renacimiento en la Corona de Castilla. Liceo Franciscano, Santiago 2005. 821 págs.
- La Provincia Franciscana de Burgos: tradiciones y documentos. El Inventario y Registro de Fray Manuel Garay. Ed. Cisneros, Madrid 2007, 214 págs.[7]

#### Sobre la monarquía española, la cultura y la educación
- La Universidad de Alcalá de Henares en la etapa fundacional (1458-1578), Liceo Franciscano, Santiago, 1992, 441 págs.
- Los Reyes y los libros. La política libraría de la Corona en el siglo de Oro (1475-1598), Ed. Cisneros, Madrid, 1995, págs. 141.
- Felipe II y los libreros. Acta de las visitas de las librerías del Reino de Castilla en 1572. Ed. Cisneros, Madrid, 1998, 269 págs.
- Felipe II y la Universidad de Salamanca. Las visitas del Consejo Real. Liceo Franciscano, Santiago, 1998, 151pp.
- La Monarquía y los libros en el Siglo de Oro (1475-1599), Ed. Universidad de Alcalá de Henares, Alcalá de Henares, 1998, 496 págs.
- Felipe II y el Episcopado de Castilla (1556-1596), Instituto Español de Historia Eclesiástica, Roma, 1998.
- Los reyes y la Universidad de Alcalá en el siglo XVI. Las visitas reales, Liceo Franciscano, Santiago, 1999, 526 págs.
- Felipe II y el Patronato Real en Castilla, Real Monasterio de El Escorial-Madrid, 2000, 244 págs.
- La Casa de Altamira en el Renacimiento. Estudio introductorio y colección diplomática, Liceo Franciscano, Santiago, 2003, págs. 734.
- Monarquía y Escuela en la España del Renacimiento. Liceo Franciscano, Santiago 2003. 871 págs.
- La Iglesia de Granada en el siglo XVI, Granada , Capela Real, 2004. 616 págs.
- Los monasterios de la Corona de Castilla en el reinado de los Reyes Católicos. Las Congregaciones de Observancia. Liceo Franciscano, Santiago 2004. 495 págs.
- La Universidad de Alcalá de Henares y sus relaciona externas. Estudio y Colección diplomática. Ed. Cisneros, Madrid 2007. 311 págs.
- El gobierno de la Universidad de Alcala e el reinado de Felipe II. Ed. Cisneros, Madrid 2008. 322 págs.
- Colegios y Colegiales complutenses: estudio y colección de claustros de artes, Ed. Cisneros, Madrid, 2009, 228 págs.

#### Sobre Galicia
- Diego de Muros III y la cultura gallega del siglo XV, Ed. Galaxia, Vigo, 1975, 186 págs.
- Galicia en la baja Edad Media, Ed. Bibliófilos Gallegos, Santiago, 1977, 289 págs.
- La nobleza gallega en la baja Edad Media, Liceo Franciscano, Santiago, 1981, 418 págs.
- Galicia en los siglos XIV y XV, 2 vols, IEGPS, A Coruña, 1987, 815 págs.[8]
- Viveiro en los siglos XIV y XV. La Colección Diplomática de Santo Domingo de Viveiro, Ayuntamiento de Viveiro, Viveiro, 1988, 134 págs.
- San Francisco Solano. Un nombre para las Américas, BAC, Madrid, 1988, 188 págs.
- Viveiro en el siglo XVI. Estudio histórico y Colección Diplomática, Ayuntamiento de Viveiro, Viveiro, 1990, 269 págs.[9]
- Historia da Igrexa Galega, Sociedade de Estudos, Publicacións e Traballos, (SEPT), Vigo, 1994, págs. 280.[10]
- Don Fernando de Andrade, Conde de Villalba (1477-1540), Junta de Galicia, Santiago, 1994, 553 págs.
- Bayona y el espacio urbano tudense en el siglo XVI. Estudio histórico y colección diplomática, Liceo Franciscano, Santiago, 1995, 665 págs.[4]
- Testamento y codicilos de Don Fernando de Andrade. Addenda a Don Fernando de Andrade, Conde de Villalba (1477-1540), Junta de Galicia, Santiago, 1995
- La Iglesia y la ciudad de Lugo en la Baja Edad Media. Los señoríos. Las instituciones. Los hombres, IEGPS, Santiago, 1997, 702 págs.[4]
- Don Diego Sarmiento de Acuña. Conde de Gondomar y embajador de España (1567-1626), Junta de Galicia, Santiago, 1997, 366 págs.
- Diego de Muros III, 2ª Edición Junta de Galicia, Santiago, 1998, 57 págs.
- La Tierra de Deza en la Edad Media y en el Renacimiento. Del anonimato al pleito, Concello de Lalín, Lalín, 2000, 230 págs.[11]
- Los Fonseca en la Galicia del Renacimiento. Estudio y Colección Documental, Ed. Toxosoutos, Noia, 2002, 610 págs.[4]
- Os Reis e Noia. Documentos reais sobre Noia durante o Renacemento. Grupo Filatélico e Numismático, Noia 2003. 86 págs.[4]
- Baiona de Miñor en sus documentos. Actas municipales correspondientes al siglo XVI. Pontevedra, Deputación Provincial, 2003. 483 págs.[4]
- Pontedeume y sus señores en el Renacimiento, Pontedeume, Fundación Caixa Galicia, 2003, 486 págs.[4]
- La nobleza gallega en las Rías Bajas. Los Mariño de Lobeira en la Galicia del Renacimiento: fortuna y desgracia de un señorío seglar del área compostelana. Obispado de Mondoñedo-Ferrol, 2003, 250 págs.
- Los Reyes Católicos y Galicia. La Gobernación y Audiencia de Galicia en la etapa inicial (1480-1550). Santiago, Junta de Galicia 2004. 285 págs.[4]
- Progresistas y moderados en Noia: apellidos y alineaciones políticas en 1828-1839, Ed. Grupo Filatélico e Numismático. Noia, 2004, 59 págs.
- Os Mariños de Lobeira, Señores de Serra de Outes, na Galicia do Renacemiento. Grupo Filatélico e Numismático, Noia 2004.[4]
- La Iglesia de Canarias en el Renacimiento. De la Misión a la Diócesis. Estudio y Colección Diplomática. Cabido de Fuerteventura, Puerto del Rosario 2005. 334 págs.[4]
- Noya en 1599. De la carestía a la peste. Grupo Filatélico e Numismático, Noia 2005.
- O Condado de Monterrey no século XVI. Grupo Filatélico e Numismático, Noia 2006. 380 págs.[4]
- El Condado de Monterrey en la Monarquía Católica del siglo XVI: el juicio de residencia de 1553. Obispado de Mondoñedo-Ferrol, 2006, 122 págs.
- Las visitas ordinarias e inventarios documentales de la Universidad de Alcalá de Henares durante el reinado de Carlos V, Liceo Franciscano, Santiago 2006.[4]
- Las visitas ordinarias a la Universidad de Alcalá e inventarios de bienes en el reinado de Felipe II, Liceo Franciscano, Santiago 2007.[4]
- Galicia y el Bierzo en el Renacimiento. Las luchas de los condes de Lemos por el señorío berciano, Ayuntamiento de Betanzos, Betanzos 2007.[4]
- A Casa de Ribadavia e a Monarquía católica do século XVI. O latexo da hidalguía galega nos documentos. Grupo Filatélico e Numismático, Noia 2007. 128 págs.[4]
- Baiona y Felipe II.- La adquisición de la "Cámara de Parada" en 1593. Grupo Filatélico e Numismático, Noia 2008.[4]
- La Monarquía y los monasterios gallegos en el siglo XVI. Diocese de Mondoñedo-Ferrol, Ferrol 2008. 290 págs.[4]
- A monarquía e os Mosteiros galegos no século XVI: a hora da recuperación. Ed. Grupo Filatélico e Numismático, Noia 2009, 330 págs.
- La Iglesia de Mondoñedo en el Renacimiento. Liceo Franciscano, Santiago 2009. 241 págs.
- Baiona e os camiños de Galicia no Renacemento. Ed. Grupo Filatélico e Numismático, Noia 2009, 45 págs.
- Santiago de Compostela, meta de peregrinación: xéneses documentais e fontes arquivísticas. Ed. Grupo Filatélico e Numismático, Noia 2010, págs.
- A coroa e a hospitalidade xacobea. Ed. Grupo Filatélico e Numismático, Noia 2010, 47 págs.